# 아르장퇴유의 보트 경주
아르장퇴유의 보트 경주(프랑스어: Régates à Argenteuil)는 프랑스 인상주의 화가 클로드 모네의 1872년경 유화 작품이다. 현재 프랑스 파리의 오르세 미술관에 소장되어 있다.

## 역사
클로드 모네는 1871년부터 1878년까지 오늘날 프랑스 파리 교외의 아르장퇴유에서 가족과 함께 살았다. 모네는 이곳에서 센강변을 담은 그림을 수십 점 그렸다. 이 시기 모네가 그린 약 170여점의 그림 가운데 절반 가량이 센강의 풍경을 담고 있다. 작품 속에 등장하는 보트 경주는 '레가타'라 부르는 것으로 19세기 중반 프랑스에서 유행하던 스포츠였다. 이 시기 철도가 건설되면서 아르장퇴유는 파리 시민들에게 인기 있는 휴양지로 부상하였으며, 1850년부터 레가타 대회가 열려 일요일마다 많은 관중이 모여들었다.
《아르장퇴유의 보트 경주》는 1872년경에 그려진 것으로 추정되며 자신이 직접 만든 작업용 보트를 사용했을 가능성이 있다. 특히 에두아르 마네의 그림 《화실의 클로드 모네》에서 아내와 함께 타고 있는 작업용 보트를 사용했을 가능성이 있다. 아르장퇴유에서 머물던 시기 시점의 높이가 다소 낮은 점은 모네가 보트 위에 탄 채로 그림을 그렸기 때문이다.
1876년 화가이자 수집가인 귀스타브 카유보트가 모네로부터 처음 구입하였으며 1894년 카유보트 사후 유산 경매를 거쳤으나 같은해 프랑스 정부에 기증되어 뤽상부르 박물관의 소장품이 되었다. 이후 이 그림은 1929년 루브르 박물관으로 옮겨졌다.
1947년 죄드폼 국립미술관을 거쳐, 마침내 1986년 오르세 미술관의 소장품이 되었다. 1965년에는 포르투갈 리스본에서 칼루스트-귈방키앙 재단이 주최한 〈프랑스 회화 1850년~1950년〉 (Un siècle de peinture française 1850-1950)의 전시작으로 출품되었다.

## 상세
이 그림은 모네 특유의 생동감을 나타내는 즉흥적인 붓터치로 유명하다. 파리 근교의 아르장퇴유 마을에서 호수만큼 폭이 넓어진 강변에서 열린 보트 경주 (레가타)를 묘사하고 있다.
모네는 외부 현장에서 관찰해가면서 그리는 야외 사생 (en plein air)을 통해 도시 근처의 센강에서 보트들이 경주하는 모습을 담았다. 모네의 평소 특징대로 이 작품에서도 검은색을 사용하지 않았으며, 원색의 가로획을 나란히 배치함으로서 보트의 환한 형상을 표현하였다. 이는 돛과 해안가, 주택이 생생하게 돋보이는 수면 위 반사를 통해 더욱 분명히 드러나고 있다. 또한 단발적인 붓터치를 통해 물의 광채를 훨씬 돋보이게 만들고 있다.
인상주의 운동이 시작된 것은 본작이 완성된 지 수년이 흐른 뒤이지만, 《아르장퇴유의 보트 경주》는 인상주의 양식이 도래하기 전 그 특징들을 고스란히 담고 있다. 모네는 빛과 물의 상호작용에 관심이 많았으며, 자신이 관찰한 빛의 성질을 색채의 조합 관계를 통해 전달하고자 하였다. 그림 속 수면에 반사된 주택과 돛, 나무는 각각의 색상 영역이 자잘하게 분리된 모습이며, 보색의 붓터치는 작품에 강렬함을 더하고 있다.